# Théogamie

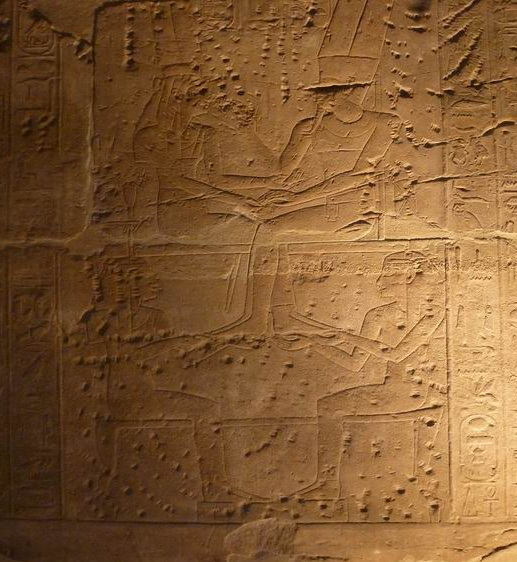
Visite d'Amon à la mère d'Amenhotep III - XVIIIe dynastie - Louxor.

Dans la mythologie égyptienne, la théogamie est le principe qui permet au dieu de prendre la place physique du pharaon afin de pouvoir s’unir avec la reine et concevoir ainsi le futur héritier du trône. Cette rencontre entre le monde des dieux et celui des hommes exprime la double nature de pharaon : dieu vivant sur terre. Ce principe fut utilisé à l'origine pour justifier ou légitimer une accession au trône (voir Papyrus Westcar).
La théogamie devint ensuite une formule politico-religieuse que certains souverains des XVIIIe et XIXe dynasties adoptèrent pour leur propre légitimité, par l'intermédiaire de la filiation divine, pour affermir leur pouvoir.
Représentée sur des hauts-reliefs du temple de Deir el-Bahari, la naissance divine de la future reine Hatchepsout (XVIIIe dynastie) correspond à une théologie de la royauté fort importante qu'on retrouve plus tard pour Amenhotep III (XVIIIe dynastie) et Ramsès II (XIXe dynastie). Quand Amon désire engendrer son futur héritier terrestre, il s'adresse à Thot, le dieu de la connaissance, et en fait son éclaireur pour s'assurer que la reine Ahmosis, épouse de Thoutmôsis Ier, soit digne de porter en son sein le futur pharaon. Puis Amon prend les traits de l'actuel roi pour procréer avec Ahmosis :

« Alors Amon, ce dieu magnifique, maître des trônes du Double Pays, se transforma et prit l'apparence de Sa Majesté, le roi de Haute et de Basse-Égypte, Âakhéperkarê (Thoutmôsis Ier), époux de la reine. Il la trouva comme elle dormait dans la beauté de son palais. »

L'accouplement divin intervient alors :

« Après qu'il l'eut approchée étroitement et qu'elle s'extasiait à contempler sa splendeur divine, voici que l'amour d'Amon pénétra son corps. Le palais était inondé du parfum du dieu dont toutes les senteurs étaient celles de Pount. [...] Paroles dites par Amon, maître des trônes du Double Pays : [...] Certes, Khene-met-imen-Hatchepsout (Rejeton d’Amon, Première des Nobles Dames) sera le nom de cette fille que j’ai placée dans ton corps. Elle exercera cette bienfaisante royauté dans ce pays tout entier. »

Puis Amon donne à Khnoum, le potier divin, l'ordre de modeler l'enfant et son ka. Lorsque l'épouse royale accouche de la future reine, elle est entourée d’une ennéade de divinités, disposées en trois rangées de trois. L’enfant est présentée à Amon qui lui promet la royauté terrestre ; il en confie l'allaitement à Hathor, la nourrice divine.